# Sergio Ceccotti
Sergio Ceccotti (Roma, 7 maggio 1935) è un pittore e incisore italiano attivo a Roma e a Parigi.
È stato definito “détective de la quotidienneté” (J.L. Pradel 1977) e “artisan de l'énigme”(P. Roegiers 1987)

## Biografia e attività artistica
Ha seguito i corsi di Oskar Kokoschka (pittura) e Slavi Soucek (litografia) presso la Internationale Sommerakademie für Bildende Kunst di Salisburgo nel 1956 e 1957. 
Dal 1956 al 1961 ha frequentato il corso di disegno dell'Accademia di Francia a Roma, Villa Medici.
Tra la fine degli anni  ’50 e la metà degli anni ’60 il suo lavoro mostra l’influenza del cubismo, della pittura metafisica di Giorgio de Chirico e della pittura tedesca degli anni ’20 , avendo l’opportunità di frequentare maestri come Conrad Felixmὒller, Otto Dix e Ludwig Meidner.
A partire dalla seconda metà degli anni ’60 i suoi dipinti adottano uno stile più narrativo ispirato da elementi molto eterogenei: il cinema (specie i film di Hitchcock e i noir americani), la fotografia, la pubblicità, i rebus della ”Settimana Enigmistica” ed i fumetti, sia americani che italiani (Diabolik) dalla cui lettura deriva una concezione più sintetica e dinamica della composizione dei suoi quadri. Ne scaturisce una visione metafisica, “borghese” e misteriosa del quotidiano.
La sua attività espositiva inizia a Roma nel 1960 con una personale alla galleria l’Albatro: la prima mostra personale fuori d’Italia è del 1973 alla Neue Mὒnchner Galerie di Monaco di Baviera, mentre nel 1977 tiene la sua prima mostra a Parigi alla galleria Liliane François, inaugurando così un lungo percorso espositivo nella capitale francese. A Parigi entra in contatto con letterati e poeti come Patrick Roegiers, Georges-Emmanuel Clancier, Jacques Baron e soprattutto Philippe Soupault, di cui illustra varie opere e di cui esegue un ritratto . Soupault dedica a Ceccotti due suoi testi, uno dei quali per la prima monografia dell’artista “L’insolite quotidien”. Sempre a Parigi Ceccotti ha preso parte negli anni a vari Salons: Jeune Peinture, Comparaisons, Salon d’Automne, Figuration Critique, ecc.
Dalla chiusura della galleria Alain Blondel, con cui ha collaborato per 24 anni, Ceccotti è rappresentato dal mercante Jean-Marie Oger. Fuori d’Europa ha tenuto due mostre personali a Buenos Aires (presso il Centro cultural Borges nel 2010 e l’Istituto italiano di Cultura nel 2015) ambedue a cura di Massimo Scaringella. Altre mostre personali in spazi pubblici e musei sono quelle tenute alla Galleria Comunale d’arte contemporanea di Arezzo nel 1987, allo Upplands Konstmuseum di Uppsala nel 1993, al Cloȋtre des Cordeliers di Tarascon nel 2003, alla Galleria d’arte moderna e contemporanea di Anticoli Corrado nel 2004, all’Università del Molise, Campobasso (a cura di Lorenzo Canova) nel 2012 e, infine, ai Musei di Villa Torlonia, presso il Casino dei Principi, nel 2014, una retrospettiva a cura di Cesare Biasini Selvaggi con circa settanta opere, dal 1958 al 2014.
In Italia l’artista ha preso parte a innumerevoli mostre collettive e rassegne, tra le quali due edizioni della Quadriennale di Roma (1986 e 1999), ed è stato invitato al padiglione italiano della Biennale di Venezia, sezione Lazio, nel 2011.
È incluso nell’Allgemeines Kunstlerlexicon (1977), vol. 17, p. 446, e nel dizionario Bénézit, ed. francese (1999), tomo III, p. 397, ed. inglese (2006), vol. III p. 648.

## Cartelle di grafica, illustrazioni, copertine
Sergio Ceccotti ha collaborato con incisioni originali a edizioni limitate di poesie di Giorgio Vigolo, Philippe Soupault, Jacques Baron, Georges-Emmanuel Clancier, Franco Simongini, Jean-Pierre Biondi. Ha illustrato libri di Philippe Soupault, Jacques Baron, Marino Piazzolla, Gemma Forti. Ha illustrato con dipinti a olio il racconto di Andrea Camilleri “Il medaglione” per il Calendario dei Carabinieri 2005. Quadri di Sergio Ceccotti sono stati scelti da case editrici di Francia, Italia, Spagna, Paesi Bassi per illustrare le copertine di circa 40 libri, tra romanzi, saggi e poesie.

## Musei e collezioni (selezione)
Galleria Nazionale d'Arte Moderna e Contemporanea, Roma; Musei Vaticani, Collezione d’Arte Religiosa Moderna, Città del Vaticano; MAMBO, Bologna; Galleria Comunale d'Arte Contemporanea, Arezzo; Pinacoteca “C. Barbella”, Chieti; Civica Pinacoteca, San Gimignano; Galleria Civica d’Arte Moderna, Santhià; Museo del Pattinaggio, Finale Emilia; Bibliothèque Nationale, Paris; Bibliothèque Littéraire Jacques Doucet, Paris; Staatliches Museum Lindenau, Altenburg; Museo Renato Guttuso, Bagheria; Istituto Centrale per la Grafica, Roma; Banca d’Italia, Roma; Banca Nazionale del Lavoro, Roma; Comando generale dell’Arma dei Carabinieri, Roma; La Compagnie Financière Edmond de Rothschild, Paris; Fundación Tres Pinos, Buenos Aires; Jacorossi, Roma; Bulgari, Roma; Provincia Regionale di Palermo; Università degli studi di Palermo, polo museale; Museo Epicentro, Barcellona Pozzo di Gotto.